# Kazimierz II zatorski
Kazimierz (Kaźko) II zatorski (ur. około 1450, zm. 1490) – książę zatorski w latach 1468–1474 razem z braćmi, od 1474 książę na połowie Zatora, z bratem Wacławem (do 1484/7), potem samodzielnie.
Kazimierz II był najstarszym synem księcia zatorskiego Wacława I i szlachcianki Małgorzaty Kopczowskiej. W chwili śmierci ojca był już osobą pełnoletnią, w związku z czym mógł bez przeszkód objąć rządy w malutkim księstwie ze stolicą w Zatorze.
W 1474 pod presją młodszych braci (byli to: Wacław, Jan i Władysław) Kazimierz wyraził zgodę na podział księstwa na dwie części. Podział miał odtąd przebiegać wzdłuż rzeki Skawy, przy czym na dwie części dzielono także miasto i zamek w Zatorze. W rękach Kazimierza i jego młodszego brata Wacława pozostała wschodnia część ojcowizny.
Około 1483 Kazimierz ożenił się z Małgorzatą (zm. 1508), córką Mikołaja V, księcia raciborskiego, i pochodzącej z mieszczańskiego rodu Barbary. Małżeństwo to prawdopodobnie pozostało bezdzietne.
Książę utrzymywał dosyć bliskie stosunki z królem polskim Kazimierzem Jagiellończykiem, którego uznał zwierzchnictwo. Dobre stosunki z Polską wyrażały się też poprzez wspomaganie finansowe kościołów krakowskich.
Pomimo doskonałych stosunków z Polską, po śmierci brata Wacława, która nastąpiła pomiędzy 1484 a 1487 Kazimierz próbował zapewnić następstwo po sobie księciu raciborskiemu Janowi V. Tylko dzięki ostrej reprymendzie ze strony Kazimierza Jagiellończyka, groźba straty Zatora przez Polskę została zażegnana.
Kazimierz II Zatorski zmarł w 1490 i został pochowany we wspomaganym przez niego finansowo kościele Mariackim w Krakowie. Wschodnią część księstwa zatorskiego na mocy umowy o wzajemnej dziedziczenie rodzeństwa z 1477 przejął Jan V.